# Sân bay José Leonardo Chirino
Sân bay José Leonardo Chirinos (IATA: CZE, ICAO: SVCR), là một sân bay ở Santa Ana de Coro, Venezuela. Sân bay này có 1 đường băng dài 2061 m bề mặt nhựa đường.

## Các hãng hàng không và tuyến bay
Hiện có các hãng hàng không sau đây đang hoạt động tại sân bay này:
- Avior Airlines (Caracas)